# MRVI1
البروتين MRVI1 هو بروتين مُشفر بواسطة جين MRVI1.

## وظيفة
يشبه هذا الجين جينًا لقمع الورم في الفأر والذي يتعطل في كثير من الأحيان بسبب الفيروس المرتبط بالإيدز (MRV). يشبه البروتين المشفر، الموجود في غشاء الشبكة الإندوبلازمية Jaw1 ، وهو بروتين مقيد بالليمفاوية يتم التعبير عن تنظيمه أثناء تمايز النخاع. لذلك، قد يكون هذا الجين مورثًا لسرطان الدم النخاعي. تم العثور على العديد من النصوص المقسمة بالتناوب لهذا الجين، ومع ذلك، لم يتم تحديد الطبيعة الكاملة لبعض المتغيرات.

## التفاعلات
تبين أن MRVI1 يتفاعل مع ITPR1 وPRKG1.